# The Dressmaker (2015)
The Dressmaker (Verweistitel The Dressmaker – Die Schneiderin) ist eine australische Dramedy aus dem Jahr 2015.
Der Film basiert auf der gleichnamigen Gothic Novel von Rosalie Ham (2000). Er erzählt die Geschichte einer Femme fatale, die in ihr Dorf, aus dem sie einst verstoßen wurde, zurückkehrt, um für ihre Mutter zu sorgen. Später rächt sie sich für das in ihrer Jugend erlittene Leid an den reuelosen Dorfbewohnern. Der Film erinnert im Auftakt an Dürrenmatts Tragikomödie Der Besuch der alten Dame.

## Handlung
1951 kehrt Myrtle Dunnage, die jetzt Tilly genannt werden möchte, eines Abends zurück in ihr Heimatdorf Dungatar mit den Worten „Ich bin zurück ihr Mistkerle“, von dem sie 25 Jahre zuvor als 10-Jährige vertrieben wurde, da ein tödlicher Unfall ihres Klassenkameraden Stewart Pettyman ihr als Mord zur Last gelegt wurde. Tilly ist, nachdem sie vom Internat weggelaufen war, und nach Aufenthalten in London, Spanien und Mailand inzwischen in Paris eine anerkannte Modeschneiderin geworden. Sie will sich nun um ihre verwahrloste Mutter Molly Dunnage kümmern, die jedoch behauptet, ihre Tochter gar nicht zu kennen und sich auch an die Ursache ihrer Vertreibung nicht zu erinnern. Tilly selber kann sich ebenfalls nur verschwommen an die damaligen Ereignisse erinnern, die im weiteren Verlauf immer wieder als Erinnerungsfragmente eingeblendet werden.
Am Tag nach ihrer Ankunft lernen die Zuschauer die Bewohner des Ortes kennen, die teils überrascht, teils verärgert Tillys Rückkehr bemerken. Da ist Sergeant Horatio Farrat, der Polizist des Ortes mit seiner Neigung zum Crossdressing, mit der er von Evan Pettyman vor 25 Jahren erpresst wurde, Tilly nach dem Tod von Stewart aus dem Ort zu vertreiben. Evan Pettyman, der Bürgermeister des Ortes, ist der Vater des damaligen Opfers Stewart Pettyman. Er betäubt zuerst und vergewaltigt dann regelmäßig seine Frau Marigold Pettyman, der er weisgemacht hat, dass ihr Sohn den Tod durch einen Sturz vom Baum gefunden habe. Später erfährt der Zuschauer, dass er der leibliche Vater von Tilly ist. Beula Harridene ist die Lehrerin des Ortes und auf ihrer Falschaussage aus Angst vor Evan Pettyman beruht die Annahme, dass Tilly schuld am Tod von Stewart Pettyman war. Der Apotheker Percival Almanac hält sich für die Moral im Ort zuständig und beschimpft gegenüber der 10-jährigen Tilly ihre Mutter als Hure. Er jedoch war bis zu seiner heutigen Buckeligkeit gewalttätig gegenüber seiner Frau Irma Almanac und lässt sie durch Vorenthaltung von Medikamenten leiden. Irma hat Molly unterstützt. Alvin Pratt und seine Frau Muriel Pratt betreiben den Gemischtwarenladen im Dorf. Ihre Tochter Gertrude Pratt hat damals Tilly an Stewart Pettyman verraten, als er sie suchte, um sie zu quälen, und dabei zu Tode kam. Muriel bemüht sich, ihre Tochter zu verehelichen und hat als Opfer William Beaumont auserkoren. Dessen Mutter Elsbeth Beaumont ist Gertrude allerdings nicht gut genug für ihren Sohn. Dann ist da Teddy McSwiney, der Fußballtrainer, sein geistig behinderter Bruder Barney McSwiney, seine Mutter Mae McSwiney und ihr Mann Edward McSwiney, der die Toilettenhäuser des Dorfs entleert. Die Familie gilt als Außenseiter im Dorf und hat sich um Molly gekümmert.

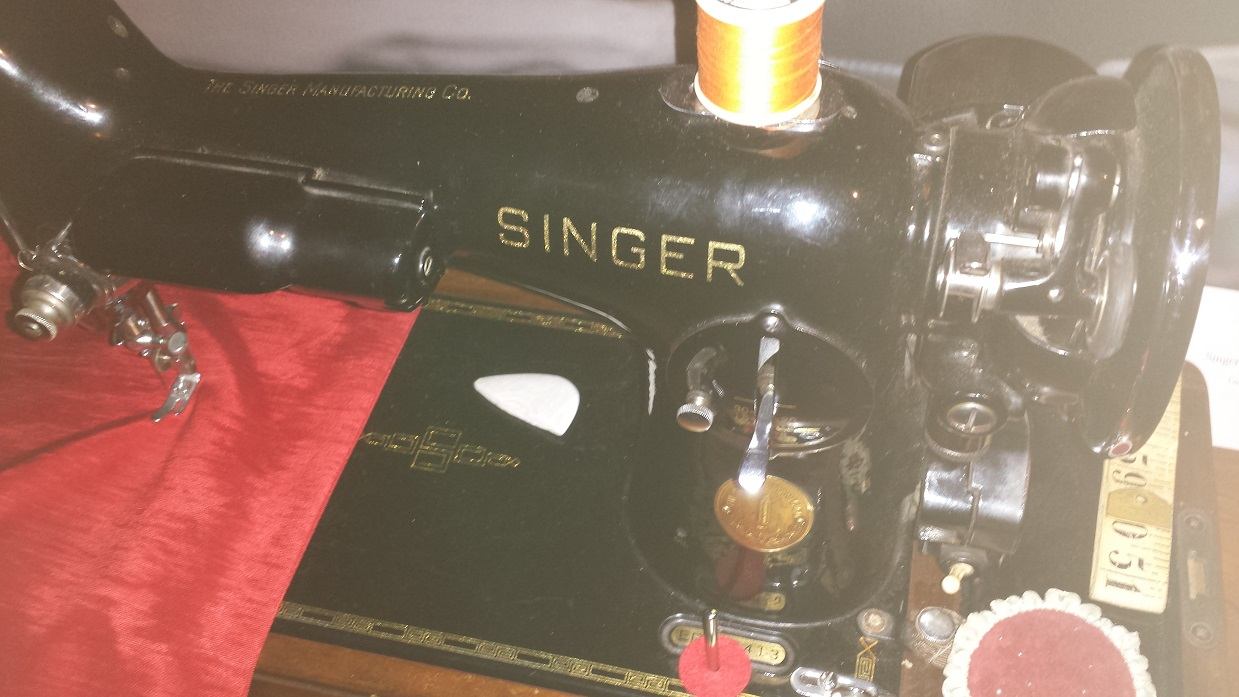
Original im Film von Tilly verwendete Nähmaschine

Tilly erscheint bei einem Fußballspiel zwischen Dungatar und Vinyard in extravaganter Bekleidung und lenkt damit die Mannschaft von Vinyard derart ab, dass Dungatar gewinnen kann. Gleichzeitig beweist sie der durch das gerade von William erfahrene Desinteresse deprimierten Gertrude, welchen Unterschied die Bekleidung machen kann. Tilly fertigt für den kommenden Tanzabend für Gertrude ein Kleid an, mit dem sie dann zum ersten Mal in ihrem Leben Aufmerksamkeit erhält und sogar William beeindrucken kann. Nach diesem Ereignis lassen sich die Frauen des Ortes von Tilly modische Kleider anfertigen und Tilly fängt an, im Dorf Fuß zu fassen. Dies wird allerdings von Evan Pettyman hintertrieben, indem er die Schneiderin Una Pleasance ins Dorf holt, um mit „Stil und Schicklichkeit“ zu konkurrieren. Sie versagt dann jedoch bei der Anfertigung eines Hochzeitkleides für Gertrude, das dann Tilly macht und dafür auf der Hochzeit gefeiert wird, auf der dann auch Marigold, Evans Frau, und viele andere ein Kleid von ihr tragen.
Während der Hochzeit kommt Beula, die gerade von Tilly mit den Widersprüchen ihrer damaligen Aussage zum Tathergang und damit falschen Aussage konfrontiert wurde, zu Marigold und belügt sie, dass ihr Sohn nicht vom Baum gefallen sei, sondern von Tilly ermordet wurde. Dies führt zu einem Eklat auf der Hochzeit und man wendet sich wieder gegen Tilly. Da wiederholt Barney seinen schon öfter geäußerten kryptischen Hinweis, Tilly sei weggegangen, woraufhin Teddy ihm diesmal genauer zuhört und erfährt, dass Barney den Unfall beobachtet hat, aber aus Angst, dass man ihn der Lüge bezichtigen würde, geschwiegen hat. Teddy geht mit Tilly zur Schule, dem Ort des Unfalls, und rekonstruiert für sie nach Barneys Erzählung die Ereignisse des Unfalls. Nachdem Gertrude Tilly, wie sie ihr als Gegenleistung für ihr erstes Kleid bekannt hatte, an Stewart verraten hatte, begann dieser, sie zu quälen. Er zwang sie mit der Drohung, ihre Mutter umzubringen, sich an der Schulwand aufzustellen. Er ist dann, wie sie schon öfter schmerzhaft erfahren musste, wie ein Stier mit gesenktem Kopf und wie Hörner vorgestreckten Zeigefingern auf Tilly zugerannt, um seinen Kopf in ihren Bauch zu rammen. Sie ging zur Seite, er stieß mit dem Kopf in die Mauer und brach sich dabei das Genick.
Beim Versuch von Teddy, nachdem sich Tilly und er über die Zeit näher gekommen sind und sich verliebt haben, ihr durch einen Sprung ins Getreidesilo abzuringen, dass sie nicht verflucht sei, versinkt und erstickt er im Silo, da, für ihn unerwartet, Hirse anstatt Weizen im Silo gespeichert ist. Im Weizen wäre er nicht versunken, sondern hätte Tilly nur erschreckt. Die Dorfbewohner schieben wieder Tilly indirekt die Schuld an diesem Unfall zu und Beula verweigert ihr die Teilnahme am Trauergottesdienst. Die Familie von Teddy verlässt das Dorf.
Molly besucht Irma, um ihr einige Haschkekse zu bringen. Beim Verlassen von Irma bricht Molly zusammen und verstirbt wenig später. Nur Tilly und Horatio sind am Grab von Molly und trauern dann gemeinsam um Molly. Ein dabei aus dem Fenster geworfenes Grammophon trifft die lauschende Beula am Kopf, was die beiden zunächst nicht bemerken. Tilly schwört sich:„Molly ist tot aber die da leben und ich will, dass sie leiden“. Dies nimmt nun seinen Lauf.
Am nächsten Morgen sorgt Horatio dafür, dass Beula in eine Irrenanstalt gebracht wird. Der Apotheker Percival stolpert in einen Teich, in dem er ertrinkt, während Irma vom Haschgebäck benommen ist und ihm nicht helfen kann. Als Wiedergutmachung für das, was er vor 25 Jahren Tilly angetan hat, übernimmt Horatio die Schuld für das Haschgebäck und wird abgeführt. Tilly klärt Marigold über den Tod ihres Sohnes, die Rolle ihres Mannes dabei und seine Fehltritte auf, worauf Marigold ihren Mann umbringt, da man sie sowieso nicht für zurechnungsfähig halten wird. Tilly weigert sich für einen kommenden Theaterwettbewerb für Dungatar die Kostüme anzufertigen. Stattdessen entwirft und schneidert sie Kostüme für das konkurrierende Vinyard, nachdem Molly vor ihrem Tod dies schon ohne Tillys Wissen in ihrem Namen der Theatergruppe von Vinyard angeboten hatte.
Als die Dorfbewohner alle auf dem Theaterwettbewerb in der benachbarten Stadt sind, legt Tilly Feuer an ihr Haus, das sich dann über eine ausgerollte, mit Benzin getränkte rote Stoffbahn über das ganze Dorf ausbreitet. Als die Dorfbewohner zurückkommen finden sie alle ihre Häuser in Flammen. Derweil sitzt Tilly im Zug nach Melbourne auf dem Weg zurück nach Paris und antwortet auf die Worte des Schaffners: „Die verbrennen da Müll, oder? Sieht aus als hätten sie es übertrieben“ mit „So einen Müll haben Sie noch nie gesehen“.

## Synchronisation
| Rolle                   | Originalstimme   | Deutsche Stimme    |
| ----------------------- | ---------------- | ------------------ |
| Tilly Dunnage           | Kate Winslet     | Ulrike Stürzbecher |
| Molly Dunnage           | Judy Davis       | Karin Buchholz     |
| Teddy McSwiney          | Liam Hemsworth   | Leonhard Mahlich   |
| Sergeant Horatio Farrat | Hugo Weaving     | Wolfgang Condrus   |
| Irma Almanac            | Julia Blake      | Margot Rothweiler  |
| Evan Pettyman           | Shane Bourne     | Eberhard Haar      |
| Beula Harridene         | Kerry Fox        | Isabella Grothe    |
| Gertrude Pratt          | Sarah Snook      | Nicole Hannak      |
| Muriel Pratt            | Rebecca Gibney   | Silvia Mißbach     |
| Elsbeth Beaumont        | Caroline Goodall | Claudia Gáldy      |
| Una Pleasance           | Sacha Horler     | Heide Domanowski   |
| Barney McSwiney         | Gyton Grantley   | Stefan Krause      |
| William Beaumont        | James Mackay     | Felix Spieß        |
| Prudence Harridene      | Hayley Magnus    | Sarah Riedel       |

## Produktion
Der Produzentin Sue Maslin fiel 2003 das Buch zunächst auf, da die Autorin eine frühere Schulkameradin war. Das Buch fesselte sie. Aber dem Entschluss, daraus einen Film zu machen, stellten sich zunächst einige Hindernisse entgegen. Der Ablauf der bereits vergebenen aber ungenutzten Option auf die Filmrechte musste abgewartet werden. Dann dauerte es ein weiteres Jahr, bis die in Aussicht genommene Regisseurin Jocelyn Moorhouse zur Verfügung stand und daraufhin musste noch das Ende der Schwangerschaft der geplanten Hauptdarstellerin Kate Winslet abgewartet werden.
Die Autorin Rosalie Ham war am Drehbuch beteiligt. Sie nahm sich aber nach eigenen Worten zurück, da ihr die notwendigen Straffungen schwer fielen.
Im Oktober 2014 konnte schließlich mit den Dreharbeiten begonnen werden. Mitte Dezember 2014 konnten die Dreharbeiten abgeschlossen werden. Die Studioaufnahmen erfolgten in den Docklands Studios Melbourne. Außenaufnahmen erfolgten im Australischen Bundesstaat Victoria unter anderem in Mount Rothwell, Little River, Horsham, und in der Wimmera Region. Die Szenerie des Dorfs mit Mollys Haus wurde im Mount Rothwell Conservation and Research Centre in Victoria aufgebaut.
Die Kostüme spielen in diesem Film eine herausragende Rolle. Sie wurden von Marion Boyce entworfen, deren Kostüme schon in der Serie Miss Fishers mysteriöse Mordfälle auffielen und dort ebenfalls ausgezeichnet wurden. Eine Ausstellung der Kostüme macht seit 2019, angefangen in Canberra, ihre Runde durch Australien.

## Veröffentlichung

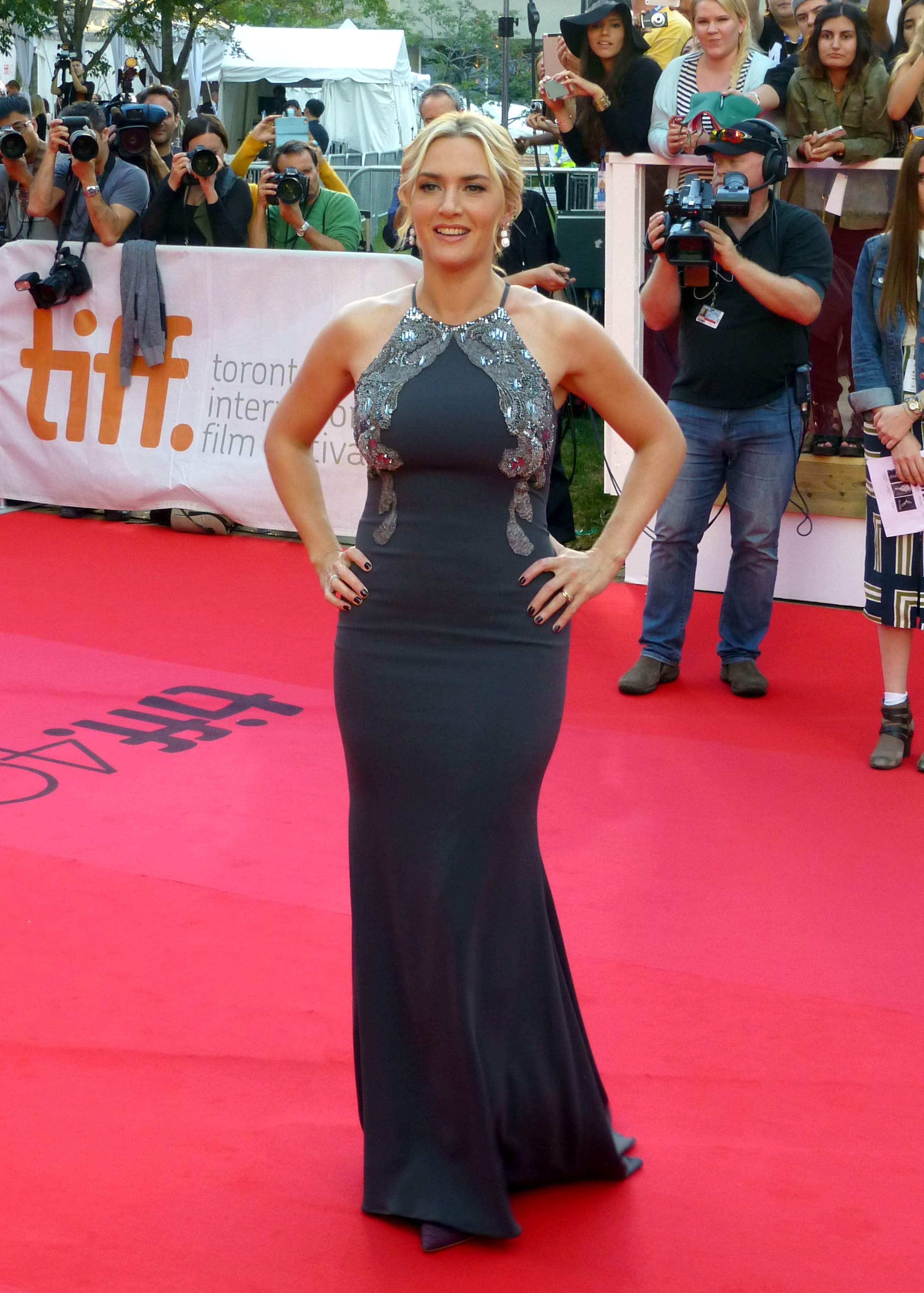
Kate Winslet bei der Premiere

Die Premiere fand auf dem Toronto International Film Festival 2015 (TIFF) am 14. September 2015 statt.

## Kritiken
Die Kritiken fielen gemischt aus. Laut Rotten Tomatoes erhielt der Film 58 % positive Kritiken, basierend auf 142 Kritiken mit einer Bewertung von 5,9 von 10. Über 10.000 Zuschauer gaben zu 66 % positive Kritiken mit einer durchschnittlichen Bewertung von 3,6 von 5 ab.
Aus Deutschland gab es unter anderem folgende Kritiken:

„Ihr ist ein visuell betörender, narrativ eigenwilliger Film gelungen, der beständig zwischen Drama, Liebesgeschichte, Persiflage und Hommage schwankt. […] Moorhouse spielt hier ebenso gekonnt mit dem Klischee des australischen Hinterwäldlers wie mit dem des Westerns.“

„Die Schneiderin ist ein Mix der verschiedensten Ideen, Genres und Stimmungen. So als hätte jemand lauter Stoffreste gefunden und die dann irgendwie zusammengenäht. Das ist dann zwar aufgrund einer gewissen Unvorhersehbarkeit nicht ohne Reiz. Tatsächlich befriedigend ist der Mischmasch aber kaum. […] Was The Dressmaker – Die Schneiderin irgendwie rettet, sind zum einen die schönen Bilder und die farbenfrohen Kostüme, die inmitten der provinziellen Einöde doch sehr stark hervorstechen.“

„Tillys Spurensuche und Abrechnung ist ein wenig schwarze Komödie, ein wenig sentimentales Mutter-Tochter-Drama, ein wenig Liebesgeschichte, Krimi und Satire. Von allem etwas – und nichts richtig. Schade um die ausgezeichneten Darsteller.“

## Auszeichnungen (Auswahl)
Auszeichnungen erhielt der Film nahezu ausnahmslos in seinem Heimatland. Dort hatte der Film allerdings viel Zuspruch und teilte sich 2015 die AACTA Awards mit dem international erfolgreichen Film Mad Max: Fury Road mit 13 Nominierungen, davon 5 gewonnen für The Dressmaker gegenüber 11 Nominierungen davon 8 gewonnen für Mad Max.
| Eine Auswahl der Auszeichnungen und Nominierungen | Eine Auswahl der Auszeichnungen und Nominierungen | Eine Auswahl der Auszeichnungen und Nominierungen | Eine Auswahl der Auszeichnungen und Nominierungen                                          | Eine Auswahl der Auszeichnungen und Nominierungen |
| Jahr                                              | Auszeichnung                                      | Kategorie                                         | Nominierte                                                                                 | Ergebnis                                          |
| ------------------------------------------------- | ------------------------------------------------- | ------------------------------------------------- | ------------------------------------------------------------------------------------------ | ------------------------------------------------- |
| 2015                                              | AACTA Awards                                      | Bester Film                                       | Sue Maslin                                                                                 | nominiert                                         |
| 2015                                              | AACTA Awards                                      | Beste Regie                                       | Jocelyn Moorhouse                                                                          | nominiert                                         |
| 2015                                              | AACTA Awards                                      | Beste Hauptdarstellerin                           | Kate Winslet                                                                               | gewonnen                                          |
| 2015                                              | AACTA Awards                                      | Bester Nebendarsteller                            | Hugo Weaving                                                                               | gewonnen                                          |
| 2015                                              | AACTA Awards                                      | Beste Nebendarstellerin                           | Judy Davis                                                                                 | gewonnen                                          |
| 2015                                              | AACTA Awards                                      | Beste Nebendarstellerin                           | Sarah Snook                                                                                | nominiert                                         |
| 2015                                              | AACTA Awards                                      | Bestes Szenenbild                                 | Roger Ford                                                                                 | nominiert                                         |
| 2015                                              | AACTA Awards                                      | Bestes Kostümdesign                               | Marion Boyce and Margot Wilson                                                             | gewonnen                                          |
| 2015                                              | AACTA Awards                                      | Beste Kamera                                      | Donald McAlpine                                                                            | nominiert                                         |
| 2015                                              | AACTA Awards                                      | Bester Schnitt                                    | Jill Bilcock                                                                               | nominiert                                         |
| 2015                                              | AACTA Awards                                      | Beste Filmmusik                                   | David Hirschfelder                                                                         | nominiert                                         |
| 2015                                              | AACTA Awards                                      | Bester Ton                                        | Andrew Ramage, Glenn Newnham, Chris Goodes, David Williams, Mario Vaccaro and Alex Francis | nominiert                                         |
| 2015                                              | AACTA Awards                                      | Publikumspreis für beliebtesten Film Australiens  | Sue Maslin                                                                                 | gewonnen                                          |
| 2015                                              | Film Critics Circle of Australia                  | Bester Film                                       | Sue Maslin                                                                                 | nominiert                                         |
| 2015                                              | Film Critics Circle of Australia                  | Beste Regie                                       | Jocelyn Moorhouse                                                                          | nominiert                                         |
| 2015                                              | Film Critics Circle of Australia                  | Beste Hauptdarstellerin                           | Kate Winslet                                                                               | gewonnen                                          |
| 2015                                              | Film Critics Circle of Australia                  | Beste Nebendarstellerin                           | Judy Davis                                                                                 | gewonnen                                          |
| 2015                                              | Film Critics Circle of Australia                  | Beste Nebendarstellerin                           | Sarah Snook                                                                                | nominiert                                         |
| 2015                                              | Film Critics Circle of Australia                  | Bester Nebendarsteller                            | Hugo Weaving                                                                               | nominiert                                         |
| 2015                                              | Film Critics Circle of Australia                  | Beste Kamera                                      | Donald McAlpine                                                                            | nominiert                                         |
| 2015                                              | Film Critics Circle of Australia                  | Beste Musik                                       | David Hirschfelder                                                                         | nominiert                                         |
| 2015                                              | Film Critics Circle of Australia                  | Bestes Szenenbild                                 | Roger Ford                                                                                 | nominiert                                         |
| 2015                                              | Film Critics Circle of Australia                  | Bester Schnitt                                    | Jill Bilcock                                                                               | nominiert                                         |
| 2016                                              | AACTA International Award                         | Beste Nebendarstellerin                           | Judy Davis                                                                                 | nominiert                                         |